# Belmundo Regal
Albums de Radio Radio
Cliché Hot Havre de Grâce
Belmundo Regal est le deuxième album du groupe de hip-hop acadien Radio Radio, sorti le 4 mars 2010. L'album est dans la "short list" pour le Prix de musique Polaris 2010. 

## Pistes de l'album
| No  | Titre                 | Durée |
| --- | --------------------- | ----- |
| 1.  | Cargué dans ma chaise | 3:49  |
| 2.  | Ej savais pas mieux   | 4:29  |
| 3.  | 9 Piece Luggage Set   | 3:18  |
| 4.  | Dekshoo               | 3:26  |
| 5.  | Guess What?           | 4:25  |
| 6.  | Enfant spécial        | 4:05  |
| 7.  | Tômtôm                | 3:21  |
| 8.  | Sur la galavante      | 4:47  |
| 9.  | Saint-Pétersbourg     | 4:10  |
| 10. | Kenny G Non-Stop      | 4:17  |
| 11. | Hayo                  | 4:45  |
| 12. | L'Épopée de Belmundo  | 3:51  |